# Come on Feel the Lemonheads
Come on Feel the Lemonheads — шестой студийный альбом американской рок-группы The Lemonheads. Он был выпущен 12 октября 1993 года лейблом Atlantic Records. Спродюсированный The Robbs, состав группы состоял из Эвана Дандо (ведущий вокалист, гитара), Ника Далтона (бас-гитара) и Дэвида Райана (ударные), а также бывшей басистки Джулианы Хэтфилд, исполнившей бэк-вокал на нескольких треках. Альбом был написан Дандо и его партнёром по сочинению песен Томом Морганом. После успеха их предыдущего альбома It’s a Shame About Ray группа привлекла значительное внимание СМИ как любимцы альтернативного рока, и в альбоме также появились некоторые именитые приглашённые музыканты, включая солистку Go-Go’s Белинду Карлайл и фанк-музыканта Рика Джеймса. Песня «Into Your Arms», кавер-версия песни, написанной и записанной ранее бывшей группой Далтона, стала самым большим хитом Lemonheads.

## История
Шестой альбом бостонских панков, ставших любимцами альтернативного рока, Lemonheads появился в поворотный момент для группы, так и для культуры рокеров в целом. Всего годом ранее It’s a Shame About Ray прославил их своим сочетанием лаконичных лирических перспектив и нервных поп-мелодий, которые стали ещё слаще благодаря сладко-отстранённым вокальным выступлениям лидера группы Эвана Дандо. К 1993 году Nirvana уже давно захватила мир, и ассимиляция мейнстримом альтернативных звуков и идей достигла своего апогея. Come On Feel the Lemonheads был попыткой группы извлечь выгоду из этого явления, и они вышли с сильным — хотя и сбитым с толку — замахом на заборы. Это был третий альбом группы для крупного лейбла Atlantic и первый после успеха It’s a Shame About Ray, и признаки амбициозного альбома присутствуют в его продуманном продюсировании и гостевых камео от признанных звёзд, таких как Рик Джеймс (в полуслучайном заполняющем треке «Rick James Style») и Белинда Карлайл (исполняющая гармонии в мелодии качества B-side «I’ll Do It Anyway»).
Вслед за успехом предыдущего альбома It’s a Shame About Ray, Come on Feel the Lemonheads достиг 56-го места в Billboard 200, став самой высокой позицией Lemonheads в этом чарте в их карьере. Из альбома вышли синглы «It’s About Time», «Big Gay Heart», «The Great Big No» и их самый успешный сингл «Into Your Arms», который достиг первого места в чарте Modern Rock Tracks журнала Billboard на девять недель (с 6 ноября 1993 года по 1 января 1994 года), что на тот момент было рекордом, который они поделили с U2.

## Отзывы
| Оценки критиков      | Оценки критиков |
| Источник             | Оценка          |
| -------------------- | --------------- |
| AllMusic             | [ 1 ]           |
| Entertainment Weekly | B+              |
| Los Angeles Times    | [ 2 ]           |
| NME                  | 9/10            |
| Pitchfork            | 7.1/10          |
| Q                    | [ 8 ]           |
| Rolling Stone        | [ 9 ]           |
| Select               | 4/5             |
| Uncut                | 8/10            |
| The Village Voice    | C+              |

Альбом получил в целом положительные отзывы от современных музыкальных критиков.
Фред Томас из AllMusic отметил, что «Песни Дандо всегда были уникально цепляющими, и здесь он сокращает свои более странные причуды и сосредотачивается на прямой, деловой поп-композиции, которая, кажется, была создана для более широкой аудитории. Это чувствуется в том, как альбом начинается с „The Great Big No“, вырывающегося из ворот, как только слушатели нажимают кнопку воспроизведения. Менее чем через минуту после начала песни Дандо уже поразил нас несколькими припевами, припевом и однонотным гитарным соло. „Into Your Arms“ (кавер-версия песни Love Positions, сладкого изящного сайд-проекта басиста Lemonheads Ника Далтона с вокалисткой Робин Сент-Клер) станет самым большим хитом группы, её простая мелодия, мягкие чувства и звенящие подводные течения попадают в золотую середину между псевдогранжевым трендом начала 1990-х и чистой поп-музыкой.
Больший бюджет также позволяет любви Дандо к кантри-року в стиле Грэма Парсонса выразиться глубже, с самим Братом по буррито Снеки Питом Кляйновом, добавляющим ослепительную педальную сталь к нежному звону „Big Gay Heart“ и дурацкому галопу „Being Around“. По иронии судьбы, успех группы в конечном итоге приводит к недостаткам Come On. Борьба со славой, наркотики и напряжённые отношения являются вдохновением для большинства этих песен, но они также способствуют ощутимому чувству истощения, которое временами наступает. Захватывающая краткость ранних альбомов здесь заменена переполненным списком треков, который мог бы оставить несколько менее вдохновенных песен за пределами финального релиза. Фокус Dando распылён, и хотя альбом по-прежнему весёлый, живой и не без некоторых исключительных песен, ему не хватает сплочённости и скупости на индивидуальность, которые заставляли другие записи Lemonheads ощущаться как их собственные странные, крошечные миры».

## Список композиций
Все композиции написаны Эваном Дандо и Томом Морганом, за исключением особо оговорённых случаев.
1. «The Great Big No» — 2:51
2. «Into Your Arms» (Robyn St. Clare) — 2:44
3. «It’s About Time» — 2:41
4. «Down About It» — 2:15
5. «Paid to Smile» (Dando) — 2:59
6. «Big Gay Heart» — 4:37
7. «Style» — 2:12
8. «Rest Assured» — 2:32
9. «Dawn Can’t Decide» (Nic Dalton, Dando) — 2:18
10. «I’ll Do It Anyway» (Dando) (при участии Белинды Карлайл) — 3:34
11. «Rick James Style» — 3:18
12. «Being Around» — 1:48
13. «Favorite T» (Dando) — 2:59
14. «You Can Take It with You» (Dando) — 2:05
15. «The Jello Fund» (Dando) — 15:32
  - За «The Jello Fund» следуют несколько скрытых треков, названных «Lenny» (Dalton, Dando, David Ryan), «Noise Parts 1-3», «The Amp Went Out» and «High-Speed Idiot Mode».

## Чарты
| Чарт (1993)                      | Высшая позиция |
| -------------------------------- | -------------- |
| Австралия (ARIA)                 | 19             |
| Канада (RPM Top Albums/CDs)      | 34             |
| Нидерланды (Album Top 100)       | 56             |
| Германия (Offizielle Top 100)    | 64             |
| Новая Зеландия (RMNZ)            | 39             |
| Швеция (Sverigetopplistan)       | 26             |
| Великобритания (UK Albums Chart) | 5              |
| US Billboard 200                 | 56             |

## Сертификации
| Регион                                                      | Сертификация | Продажи  |
| ----------------------------------------------------------- | ------------ | -------- |
| Великобритания (BPI)                                        | Золотой      | 100 000^ |
| США (RIAA)                                                  | Золотой      | 500 000^ |
| ^ Данные о тиражах приведены только на основе сертификации. |              |          |